# Sundsvallsbankens byggnad
Sundsvallsbankens byggnad är ett kontorshus i Stenstan, Sundsvall som uppfördes år 1886 för Sundsvalls Enskilda Bank. Huset används än idag som bankhus och inrymmer Nordeas Sundsvallskontor.
Byggnaden skadades i Sundsvallsbranden 1888 men kunde åter tas i bruk året därpå. Åren 1938-1940 byggdes byggnaden om.  Den fick en entré med fyra doriska kolonner i porfyr. Den öppna gården byggdes över för att tjäna som bankhall. 
Ombyggnationen dolde upprättandet av den hemliga luftbevakningscentralen Lc Sv i byggnadens källare, strategiskt placerad intill rikstelefonstationen i det angränsande post- och telegrafhuset. Fram till 1955 fanns telefonister och kartritare i centralen som skulle sammanställa rapporter om fientligt flyg och alarmera om väntande flyganfall.